# Eye in the Sky (Album)
Eye in the Sky (engl.: „Auge am Himmel“) ist das sechste Studioalbum der britischen Progressive-Rock-Band The Alan Parsons Project, das im Juni 1982 veröffentlicht wurde. Es befasst sich thematisch primär mit der Annahme, unter ständiger Beobachtung zu stehen. Darüber hinaus beschäftigt sich das Konzept des Albums mit Glaubensanschauungen, unabhängig davon, ob diese religiös, politisch oder persönlich (z. B. beim Glücksspiel) motiviert sind. Der persönliche Aspekt verweist dabei auf das Vorgängeralbum „The Turn of a Friendly Card“ (1980), während in musikalischer Hinsicht dessen Vorgänger „Pyramid“ (1978) zitiert wird.
Eye in the Sky enthält mit dem Titelstück den größten Erfolg der Band. Er erreichte Platz 3 in den US-amerikanischen Billboard-Charts und Platz 6 in Kanada. Des Weiteren ist auf dem Album das bekannte Instrumentalstück Sirius enthalten, das weltweit äußerst populär bei Sportveranstaltungen ist und eine oft mit der Band assoziierte Melodie aufweist.

## Albumtitel und Entstehung
„Eye in the sky“ steht im Allgemeinen für Überwachungskameras, sowohl in Spielbanken als auch in militärischen Einrichtungen. Ebenso ist der Begriff ein Romantitel von Philip K. Dick (deutscher Titel: „Und die Erde steht still“), steht in diesem jedoch als Metapher für Gott aus der Sicht eines religiösen Fanatikers.
Nach einer Aussage Eric Woolfsons entstand der Albumtitel, nachdem er innerhalb eines Tages dreimal mit dem Begriff in unterschiedlichen Zusammenhängen konfrontiert worden war. Ein Bekannter führte ihm die Überwachungskameras im Tropicana Hotel & Casino in Las Vegas vor, danach verfolgte er in seinem Hotelzimmer die Berichterstattung über einen Spionagesatelliten und schließlich als Bezeichnung eines Beobachtungshubschraubers des Wetterdienstes.
Die Aufnahmen zu „Eye in the Sky“ fanden bereits Ende 1981 / Anfang 1982 mit analogen Mehrspurmaschinen in den Abbey Road Studios statt. Das digitale Masterband wurde mit Hilfe eines Sony PCM 1610 der Postproduktion zugeführt.
Das Cover wurde von dem britischen Designstudio Hipgnosis entworfen und zeigt als Abbildung das Auge des Re (ägyptische Hieroglyphe), das bei frühen Pressungen der Langspielplatte geprägt und mit goldähnlicher Folie beschichtet ist.

## Titelliste
Alle Titel von Alan Parsons und Eric Woolfson
1. Sirius (Instrumental) – 1:54
2. Eye in the Sky – 4:36
3. Children of the Moon – 4:51
4. Gemini – 2:11
5. Silence and I – 7:19
6. You’re Gonna Get Your Fingers Burned – 4:22
7. Psychobabble – 4:51
8. Mammagamma (Instrumental) – 3:34
9. Step by Step – 3:54
10. Old and Wise – 4:55

Eye in the Sky wurde 2007 als Remaster mit folgenden Bonustiteln wiederveröffentlicht:
1. Sirius [Demo] – 1:56
2. Old and Wise [Eric Woolfson Vocal] – 4:43
3. Any Other Day [Studio Demo] – 1:42
4. Silence And I [Eric Woolfson Vocal] – 7:33
5. The Naked Eye – 10:49
6. Eye Pieces [Classical Naked Eye] – 7:51

Eye in the Sky wurde 2011 als Remaster im DVD dual-disc Format wiederveröffentlicht:

gleicher Inhalt wie die Originalversion von 1982, aber in hochauflösendem 
Stereo-PCM 192k/24bit (für DVD-audio player) und Stereo-PCM 96k/24bit (reguläre DVD player).
Eye in the Sky wurde 2017 als Remaster im Bluray-audio Format wiederveröffentlicht:

gleicher Inhalt wie die Originalversion von 1982, aber in hochauflösendem 
Stereo-LPCM 192k/24bit,

5.1-LPCM in 96k/24bit und 5.1 dts-HD Master Audio Surround-Sound in 96k/24bit.

## Rezeption
Die Wiederveröffentlichung Eye In The Sky - 35th Anniversary Edition erhielt 2019 bei den Grammy Awards die Auszeichnung für das Best Immersive Audio Album. Nach 12 vorangegangenen Nominierungen ohne Sieg gelang es Alan Parsons damit zum ersten Mal zu siegen, und zwar für seine Arbeit als Toningenieur des Mixes und des Audio-Masterings sowie als Produzent des Surround Sounds. Er erhielt die Ehrung zusammen mit dem Toningenieur Dave Donelly und P.J. Olsson, der auch als Sänger für Parsons Band tätig ist.

## Kommerzieller Erfolg

### Chartplatzierungen
„Eye in the Sky“ gilt zusammen mit „Ammonia Avenue“ (1984) als kommerziell erfolgreichstes Album der Formation. Es erreichte in Deutschland und Österreich die Spitzenplätze der Verkaufslisten und Platz 7 in den US-Charts.
| ChartsChartplatzierungen       | Höchstplatzierung | Wochen/ Monate |
| ------------------------------ | ----------------- | -------------- |
| Deutschland (GfK)              | 1 (47 Wo.)        | 47 Wo.         |
| Österreich (Ö3)                | 1 (6,5 Mt.)       | 6,5 Mt.        |
| Vereinigte Staaten (Billboard) | 7 (41 Wo.)        | 41 Wo.         |
| Vereinigtes Königreich (OCC)   | 27 (11 Wo.)       | 11 Wo.         |

| ChartsJahrescharts (1982) | Platzierung |
| ------------------------- | ----------- |
| Deutschland (GfK)         | 9           |
| Österreich (Ö3)           | 6           |

### Auszeichnungen für Musikverkäufe
| Land/Region                  | Auszeichnungen für Musikverkäufe (Land/Region, Auszeichnung, Verkäufe) | Verkäufe  |
| ---------------------------- | ---------------------------------------------------------------------- | --------- |
| Australien (ARIA)            | Platin                                                                 | 50.000    |
| Deutschland (BVMI)           | Gold                                                                   | 250.000   |
| Frankreich (SNEP)            | Platin                                                                 | 400.000   |
| Italien (FIMI)               | Gold                                                                   | 25.000    |
| Kanada (MC)                  | 2× Platin                                                              | 200.000   |
| Neuseeland (RMNZ)            | Platin                                                                 | 20.000    |
| Niederlande (NVPI)           | Gold                                                                   | 50.000    |
| Spanien (Promusicae)         | Platin                                                                 | 100.000   |
| Vereinigte Staaten (RIAA)    | Platin                                                                 | 1.000.000 |
| Vereinigtes Königreich (BPI) | Silber                                                                 | 60.000    |
| Insgesamt                    | 1× Silber · 3× Gold · 7× Platin ·                                      | 2.155.000 |